# George Armitage Miller
George Armitage Miller, ameriški psiholog, * 3. februar 1920, Charleston, Zahodna Virginija, ZDA, † 22. julij 2012, Plainsboro, New Jersey, ZDA. 
Njegovo najbolj znano delo je članek objavljen leta 1956 v Psychological Review, ki govori o obsegu kratkotrajnega spomina. Leta 1960 Miller skupaj z Brunerjem na Harvardu ustanovi Center za kognitivne študije. Leta 1969 je bil izvoljen za predsednika Ameriškega psihološkega združenja. Miller je pomemben tudi kot ustanovitelj WordNeta, semantičnega leksikona angleškega jezika, ki ga je ustanovil leta 1985. Leta 1991 mu je ameriški predsednik podelil nacionalno medaljo znanosti. Kot zaslužni profesor je do smrti poučeval psihologijo na Univerzi Princeton.